# Intergouvernementele organisatie
Een intergouvernementele organisatie, afgekort IGO, is een samenwerkingsverband van drie of meer staten dat is gebaseerd op een door deze staten in onderling overleg gesloten overeenkomst die in werking is getreden volgens de in het verdrag opgenomen voorwaarden. Naderhand kunnen meestal ook andere staten toetreden. 

## Hoofdkenmerken
Een intergouvernementele organisatie is per definitie internationaal. De regels die gelden worden namelijk bepaald door het oprichtingsverdrag en nadere besluiten en gelden voor alle staten die daar uitdrukkelijk mee hebben ingestemd, meestal lidstaten genoemd. Over het algemeen worden er door de deelnemende staten bepaalde taken en bevoegdheden aan de organisatie gegeven. Kenmerkend voor een intergouvernementele organisatie is verder dat ze een of meer eigen organen heeft.
Niet elke organisatie met een internationaal karakter is een internationale gouvernementele organisatie, dat hangt af van het doel en de werkzaamheden die de organisatie heeft gekregen. Er bestaan ook non-gouvernementele organisaties (NGO). Een bekende intergouvernementele organisatie zijn de Verenigde Naties (VN), een bekende non-gouvernementele organisatie is Greenpeace.

## Bevoegdheden en verplichtingen
De regeling van bevoegdheden en verplichtingen, van de beslissingsmacht, afgevaardigden en stemprocedures in een intergouvernementele organisatie, verschilt van organisatie tot organisatie. Deze zijn afhankelijk van hetgeen in het oprichtingsverdrag, de protocollen en nadere regelingen is vastgelegd.
De lidstaten kunnen een deel van hun gezag en soevereiniteit hebben overgedragen aan de internationale organisatie. Dat is bijvoorbeeld het geval bij de Europese Unie, maar hoeft niet noodzakelijkerwijs. De beslissingsmacht kan ook in handen liggen van een vergadering van afgevaardigden of vertegenwoordigers van de lidstaten, maar ook dat is niet noodzakelijk. Tot besluiten kan vaak alleen gekomen worden bij unanimiteit, zodat een lidstaat nooit tegen zijn wil tot het nemen van bepaalde beslissingen verplicht kan worden. Ook hier kunnen echter weer andere regels gelden.

## Geschiedenis
De eerste intergouvernementele organisatie in Europa was de Centrale Commissie voor de Rijnvaart, opgericht in 1815.

## Intergouvernementele organisaties

### Intercontinentaal
- Asia-Pacific Economic Cooperation
- Arabische Liga
- BSEC
- CSTO
- D-8
- Euraziatische Economische Unie
- EU-LAC-Stichting
- Gemenebest van Naties
- GOS
- G7
- G8
- G8+5
- G10
- G20
- IOM
- ITU
- NAVO
- OPEC
- OESO
- Organisatie voor Islamitische Samenwerking
- Organisatie van Niet-gebonden Landen
- SGRB
- Turkse Raad
- Unie voor het Middellandse Zeegebied
- Verenigde Naties
- Wereldhandelsorganisatie

### Afrika
- Afrikaanse Unie
- CEMAC
- ECOWAS
- IGAD
- OAG
- SADC
- UEMOA
- UAM

### Azië
- ACD
- ASEAN
- CCASG
- ECO
- SAARC
- SSO

### Europa[2]
- Baltische Assemblee
- Benelux
- BLEU
- CCR
- CBSS
- CEVA
- EER
- Europese Unie
- EVA
- GUAM
- MED9
- Noordse Raad
- OVSE
- Raad van Europa
- Visegrádgroep
- EMBL

### Amerika
- ALBA
- Andesgemeenschap
- Caricom (Caribische Gemeenschap)
- CELAC
- Mercosur
- NAFTA
- Riogroep
- OAS
- OOCS
- Pacifische Alliantie
- Centraal-Amerikaans Integratiesysteem
- Unie van Zuid-Amerikaanse Naties

### Oceanië
- Pacific Islands Forum

## Voormalige intergouvernementele organisaties
- Volkenbond
- Comecon
- OAE
- EurAsEC
- Warschaupact
- WEU